# Kai Rönnau
Kai Rönnau (* 1965 in Neumünster) ist ein deutscher Drehbuchautor und Journalist.

## Leben
Rönnau wandte sich zunächst der Pädagogik zu; er studierte Sport- und Deutsch auf Lehramt. Anschließend arbeitete er als Fernsehjournalist und später fand er sein Spezialgebiet als Autor für Kindermedien. Unter anderem schrieb er die Drehbücher für 34 Folgen der Fernsehserie Löwenzahn.

## Filmografie (Auswahl)
- 2001–2023: Löwenzahn (34 Folgen)
- 2002–2004: Politibongo (13 Folgen)
- 2005: Löwenzahn – Die Reise ins Abenteuer
- 2007: Beutolomäus und die Prinzessin (Fernsehserie, 12 Folgen)